# Viljuj-felföld
A Viljuj-felföld (oroszul Вилюйское плато [Viljujszkoje plato]) tájegység Oroszországban, Észak-Ázsiában, Szibériában, a Közép-szibériai-fennsík része. Közigazgatásilag a Krasznojarszki határterülethez, nagyobbik része Jakutföldhöz tartozik.

## Elhelyezkedése
A Közép-szibériai-fennsík középső és keleti részén fekszik. A Viljuj felső szakaszának vízgyűjtő területét foglalja el. Északnyugaton a Anabar-fennsíktól az Arga-Szala folyó forráságainak medencéje választja el, nyugaton a Sziverma-felfölddel határos.
A felföld körülbelül 400 km hosszú, 200 km széles. Főként mészkőből és dolomitból épül fel, melyet több helyen trapp fed be. Völgyei gyakran mélyek, kanyon formájúak, a tetők laposak. A völgyekből kiemelkedő fennsíkjai 700–900 m magasak, legmagasabb pontja 962 m. A lejtőket vörösfenyőből álló ritka tajga uralja, a lapos tetők jellemzője a hegyi tundra. 
Az éghajlat kontinentális, száraz, hideg. A Viljuj felső folyásánál mérték a Föld legmélyebb permafroszt sávját: az örökké fagyott kőzet vastagsága körülbelül 1,5 km volt.
A Viljuj-felföld északi peremén ered az Olenyok, keleti részén a Viljujba torkolló Márha, és itt folyik annak nagy mellékfolyója, a Morkoka is.